# 四川大地震
四川大地震（しせんおおじしん、しせんだいじしん）は、中華人民共和国中西部に位置する四川省アバ・チベット族チャン族自治州汶川県で現地時間（CST）2008年5月12日14時28分（UTC6時28分）に発生したMs8.0（Mw7.9）の地震である。
中国地震局は「汶川地震（ウェンチュアンディジェン、ぶんせんじしん、拼音: Wènchuān dìzhèn）」という名称を基本として、広域名の四川省や地震規模を組み合わせた「四川汶川8.0級地震」とも呼び、中国国内の報道などでは歴史的事件の名称でよく用いられるような発生日に基づいた「512大地震」とも呼んでいる。

## 地震活動の詳細

### 地震のメカニズム
この地震は、四川盆地の北西端にあって北東から南西の方向に走る衝上断層（断層面が水平に近い逆断層）が動いた結果として起こったとみられている。この断層は龍門山脈の下を走る龍門山断層（ロンメンシャン断層、龍門山衝上断層帯、Longmenshan Thrust Zone）と呼ばれる長さ約300kmの断層帯の一部だとみられている。
地震が発生したこの付近は、標高5,000m級の山が連なるチベット高原から標高500m前後の四川盆地へと急激に標高が低くなる地帯であった。このような急な地形が形成された要因であり、この地震の要因でもあるのがこの付近で活発な地質活動（隆起、沈降、地震といった大地の動きの総称）である。
インド亜大陸などが乗ったインドプレートは1年間に数cmというスピードで北に動いていて、中国をはじめとしたユーラシア大陸の大部分が乗ったユーラシアプレートを強く圧迫している。数千万年前から続くこの動きによってもともとあった山塊や付加体が隆起して、ヒマラヤ山脈やチベット高原といった高地ができた。このプレートの動きは現在も続いており、ヒマラヤ山脈やチベット高原は強い圧迫の影響を受け続けている。この影響はチベット高原の北部では北方向への圧縮、同高原の東部では東方向への圧縮となり、四川盆地の西側でも東方向へ地殻が圧縮されている。また、GPS測地によって新たに考案されたプレート区分においても四川盆地の西側は南方向に動くユーラシアプレートと南西方向に動く揚子江プレートの境界部分に当たる。四川盆地の西の縁は、何らかの理由によりその圧縮の力が集中していると考えられている。
このような条件の下で四川盆地西縁には活構造ができ、地形も急になった。四川盆地西縁の活構造は康定断層帯（鮮水河―小江断層帯。厳密には、四川盆地西縁の活構造に属するのは断層帯の南東側半分のみ）や龍門山断層帯といった多数の断層を有している。また、龍門山断層帯は構造地質学上、アルプス・ヒマラヤ造山帯と揚子江卓状地（シナ地塊の一部）の境界部分に位置している。この地域は寧夏回族自治区・甘粛省東部・四川省西部・雲南省に連なる「南北地震帯」の中にあり、古くから地震の多い地帯ということが知られていた。

プレートの境界と動きのベクトル
（USGSの図 をもとに作成）

1933年8月25日には今回の地震の震源から北北東に約110km離れた地点（茂県畳渓鎮）を震源とするM7.5の地震（茂県地震）が発生、1958年2月8日には北川県でM6.2の地震（北川地震）、1960年11月9日には松潘県でM6.8の地震（松潘地震）、1970年2月24日には大邑県でM6.2の地震（大邑地震）、1976年8月16日・23日にはM7.2の地震が2回（松潘・平武地震）発生するなど、龍門山断層帯の周辺で発生したものと見られる地震は20世紀だけでも多数ある。また、龍門山断層帯にYの字型に接している康定断層帯でも同じように地震がたびたび起きている。ただし、龍門山断層帯の周辺で発生した地震はいずれも龍門山断層帯で発生したものではなかった。ある研究では平均変位速度は1mm/1年以下と非常に動きが遅く1千万年前以降はほとんど活動していないとされており、かなりの長期間に渡って静穏期に入っていたと見られている。今回の地震は、この静穏期の終わりを告げるものであり、従来の地質学では「古い断層」「活動していない断層」とされている龍門山断層帯で地震が発生したことは衝撃を与えた。
また2001年11月14日のチベット北部の地震（M8.1）、2002年のアフガニスタン北部の地震（M7.4）、2004年のスマトラ島沖地震（M9.1）、2005年のスマトラ島沖地震（M8.6）やパキスタン地震（M7.6）、2006年のジャワ島南西沖地震（M7.2）、2007年のスマトラ島沖地震（M8.5）、2008年の新疆ウイグル自治区の地震（M7.2）など、インドプレートとユーラシアプレートの境界地域で地震が頻発していることからこの地域が地震の活動期に入っており、向こう20年程度は大規模な地震が続発する恐れがあるとの指摘もある。

### 本震

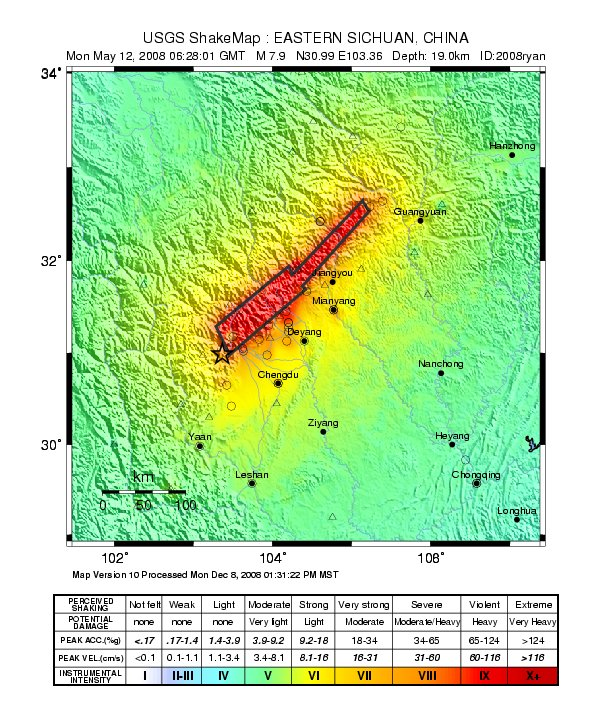
色により震度を示した図（USGSによる）

- 発生時刻 - 2008年5月12日14時28分（現地時間、UTC+8）、15時28分（日本時間、UTC+9）
- 震源 - 四川省アバ・チベット族チャン族自治州汶川県・北緯31度01分5秒、東経103度36分5秒、深さ19km
- 震源断層 - 龍門山断層の南部、逆断層、直下型（プレート内）地震、長さ約285km±5km[9]
- 地震の規模 - マグニチュード Ms 8.0（中国地震局）[2]、Mw7.9 (USGS)[1]
  - 中国地震局は当初地震の規模をMs7.8と発表していたが、その後の再解析でMs8.0に修正した[2][10]。アメリカ地質調査所（USGS）は当初Mw7.8と発表し、後にMw7.9に修正した。
  - M7.9〜M8.0といえば、いずれも直下型地震（プレート内地震）としては世界最大級の規模だった、1927年の古浪地震や2001年のインド西部地震、日本では1586年の天正地震や1891年の濃尾地震に匹敵する規模である。
  - なお、日本の気象庁もアメリカ地質調査所と同じMw7.9と発表している。

北京、上海、香港など、北部の黒竜江省、吉林省、新疆ウイグル自治区を除く中国本土のほとんどの地区や台北、バンコク、ハノイなどで体に感じる揺れが報告されている。
このように広範囲で揺れが観測された理由としてこの地域がユーラシア大陸の強固な岩盤の上にあって地震波が減衰しにくいこと、震源が浅く規模が大きかったため、水平方向に伝播しやすく減衰しにくい表面波（レイリー波）が強くなったことなどが挙げられている。日本の長野県にある気象庁精密地震観測室（現在の気象庁松代地震観測所）では15時41分、18時10分、20時40分（いずれもJST）の4回にわたって表面波を観測し、表面波が地球を2周したことがわかった。また、東京大学地震研究所は、防災科学技術研究所の広帯域地震観測網(F-net)がとらえた地震波形の解析結果から、地震波が地球を6周したと発表した。
名古屋大学の山中佳子准教授の解析によると地下の断層は長さ約120km、幅約40kmにわたる範囲で大きく動いたとみられ、1995年の阪神・淡路大震災を招いた断層は長さ40〜50kmとみられることから今回の断層は長さで2倍以上、地震のエネルギーは約20倍に相当するとみられるという。
また筑波大学の八木勇治准教授らは、長さ約250kmにわたる断層が2段階にわけて動いたとする分析結果を出している。地表近くで最も大きくずれ震源近くでは地表に約7mの段差が現れているとみられ、地震の破壊力は阪神大震災の30倍にもなるという。断層の中に「特にずれが大きい場所が2か所ある」としている。

### 余震
余震は長期間続き、5月22日までに782回観測されている。中国地震局は24日までにM4.0以上の余震が173回、そのうちM5.0以上が27回、M6.0以上が4回あったと報告した。
8月30日午後4時半（日本時間同5時半）ごろ、雲南省に程近い四川省攀枝花市と涼山イ族自治州の境界付近を震源とするマグニチュード6.1の攀枝花地震が発生、死傷者は600人以上で100万人以上が被災した。5月の大地震と同じ断層の南端のズレに起因するものの、余震ではなく別の地震とみられている。

## 被害

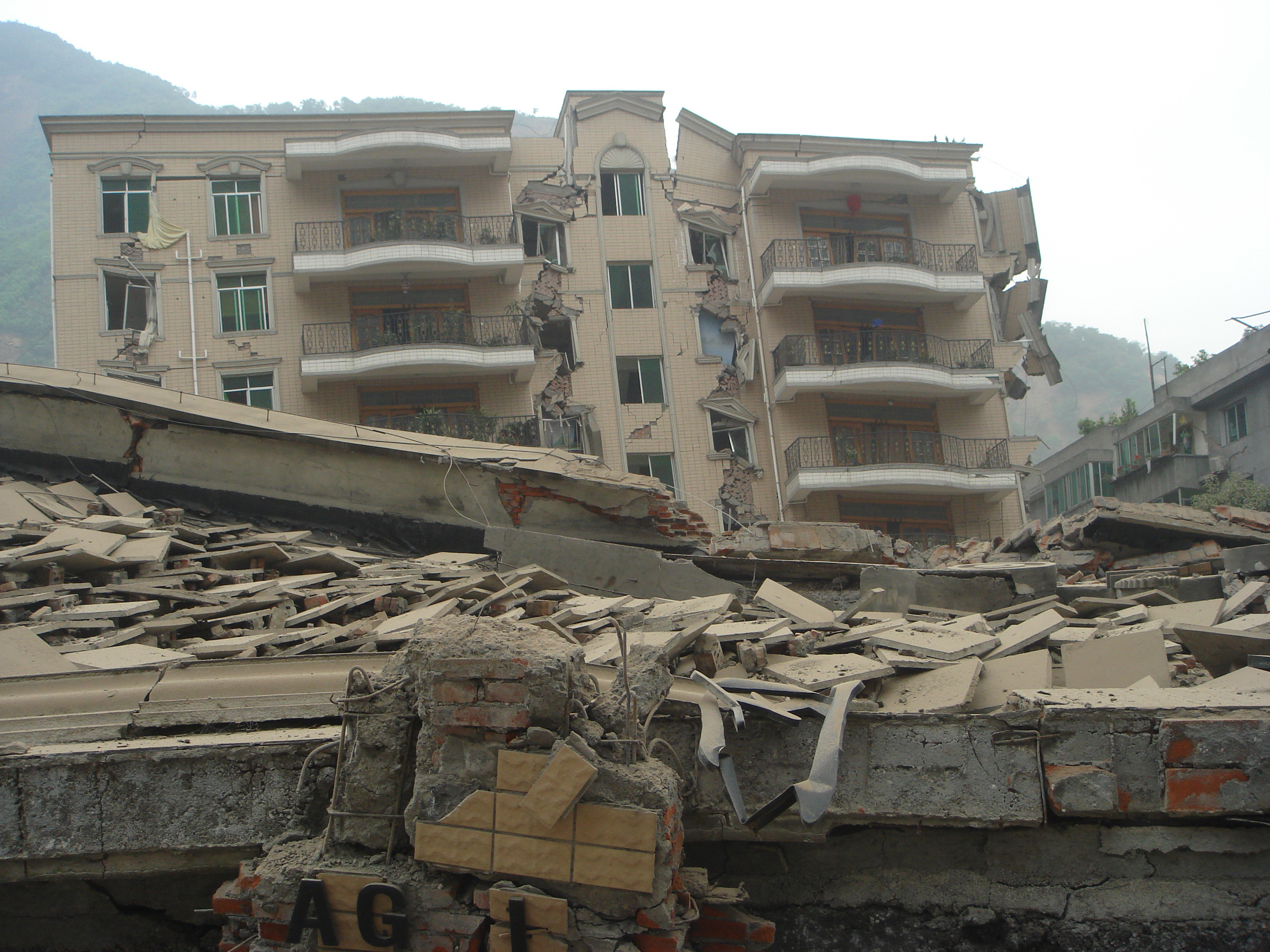
揺れと地滑りで大きな被害が出た北川チャン族自治県。農業発展銀行の北川県支店（前）と宿舎（後）

この地震によって道路や電力・水道・通信などライフラインが寸断された。2008年7月22日、中国民政部の報告によると、現地時間21日正午現在までで、この地震による死者は6万9197人、負傷者は37万4176人に上り、1万8222人がなおも行方不明となっている。14日時点での発表によれば、家屋の倒壊は21万6千棟、損壊家屋は415万棟である。中でも学校校舎の倒壊が四川省だけで6898棟に上り、校舎倒壊による教師と生徒の被害が犠牲者全体の1割以上を数え、学校建築における耐震基準の甘さと手抜き工事の横行が指摘された。11月21日の四川省副知事による発表では生徒の死亡者数を1万9065人とし、これは9万人以上とされる死者、行方不明者全体の2割を超えている。国際連合の国際防災戦略（ISDR）は死者は8万7476人としている。
地震により避難した人は約1514万7400人、被災者は累計で4616万0865人となった。
震源地の汶川県映秀鎮の死者、行方不明者は全人口1万人の約8割の少なくとも7,700人に上った。
| 順位 | 震央                           | 発生日（UTC）  | 死者・行方不明者数（人） | 規模（M） |
| ---- | ------------------------------ | -------------- | ------------------------ | --------- |
| 1    | 中国・華県                     | 1556年1月23日  | 約830,000                | 8.0       |
| 2    | ハイチ・ポルトープランス       | 2010年1月12日  | 約320,000                | 7.0       |
| 3    | アンティオキア                 | 115年12月13日  | 約≧260,000               | 7.5       |
| 4    | アンティオキア                 | 526年5月29日   | 約≧250,000               | 7.0       |
| 5    | 中国・唐山                     | 1976年7月28日  | 約≧240,000               | 7.8       |
| 6    | 中国・海原                     | 1920年12月16日 | 約200,000 - 240,000      | 8.6       |
| 7    | インドネシア・アチェ州沖       | 2004年12月26日 | 約230,000                | 9.1       |
| 7    | アゼルバイジャン・ギャンジャ   | 1139年9月30日  | 約230,000                | -         |
| 9    | 中国・洪洞                     | 1303年9月25日  | 約≧200,000               | 7.6       |
| 10   | イラン・ダームガーン           | 856年12月22日  | 約200,000                | 7.9       |
| 11   | イラン・アルダビール           | 893年3月23日   | 約150,000                | -         |
| 12   | シリア・アレッポ               | 533年11月29日  | 約130,000                | -         |
| 12   | シリア・アレッポ               | 1138年10月11日 | 約130,000                | 7.1       |
| 14   | イタリア・メッシーナ           | 1908年12月28日 | 82,000 - 120,000         | 7.1       |
| 15   | トルクメニスタン・アシガバード | 1948年10月6日  | 約110,000                | 7.3       |
| 16   | 日本・関東                     | 1923年9月1日   | 105,385                  | 7.9       |
| 17   | 中国・直隷                     | 1290年9月27日  | 約100,000                | 6.8       |

また、都江堰市を流れる岷江の上流にある紫坪埔ダムなど複数のダムに亀裂が生じたり土砂崩れによって川が堰きとめられて地震湖が生じるなどの被害が確認されており、ダムの緊急放流や下流域からの避難を含む対策が取られている。

### 世界遺産、文化財などの被害
多くの観光客が訪れる地域で起きた地震であったため、文化財などにも大きな被害が出ている。例えば都江堰を建設した父子を祀った二王廟では、山門の一部が倒壊し、本堂にも被害が出ている。また、江油市の李白旧居も山門が全壊し、建物も一部が損壊した。
九寨溝においては、九寨溝地域そのものや九寨黄竜空港への道は大きな被害がなかったものの、成都市からの陸路（西回り国道213号、東回り省道205号）が甚大な被害を受け通行不能となり、空路のみとなった。道路復旧に難航したが、2010年11月に、国道213号の復旧により、従来通りの陸路が全面回復した。
西安市郊外の兵馬俑坑でも7体の兵馬俑が損傷した。

### 地震に便乗した犯罪
被害者の救済のための寄付金と称する詐欺事件が発生している。また、中国紅十字会（赤十字社）のサイトが不正侵入による改竄を受け、義援金の振込先を別の口座番号に書き換えられる被害が出た。

## 前兆現象
地震発生の数日前から、複数の宏観異常現象が観測されていた事が明らかになっている
- 5月10日、四川省綿竹市西南鎮の檀木村で、数十万匹のヒキガエルの大規模な移動があった[32]。
- 地震の数日前、四川省に近い湖北省の恩施の池で、8万トンの水が5時間でなくなった[32]。

## 中国国内の反応

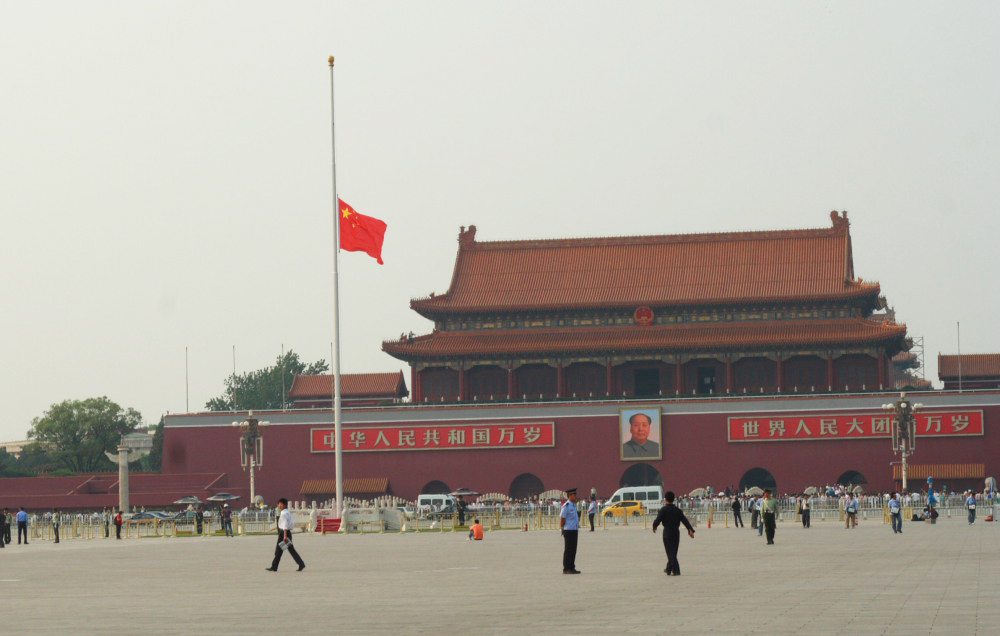
天安門広場に掲げられる半旗（2008年5月19日）

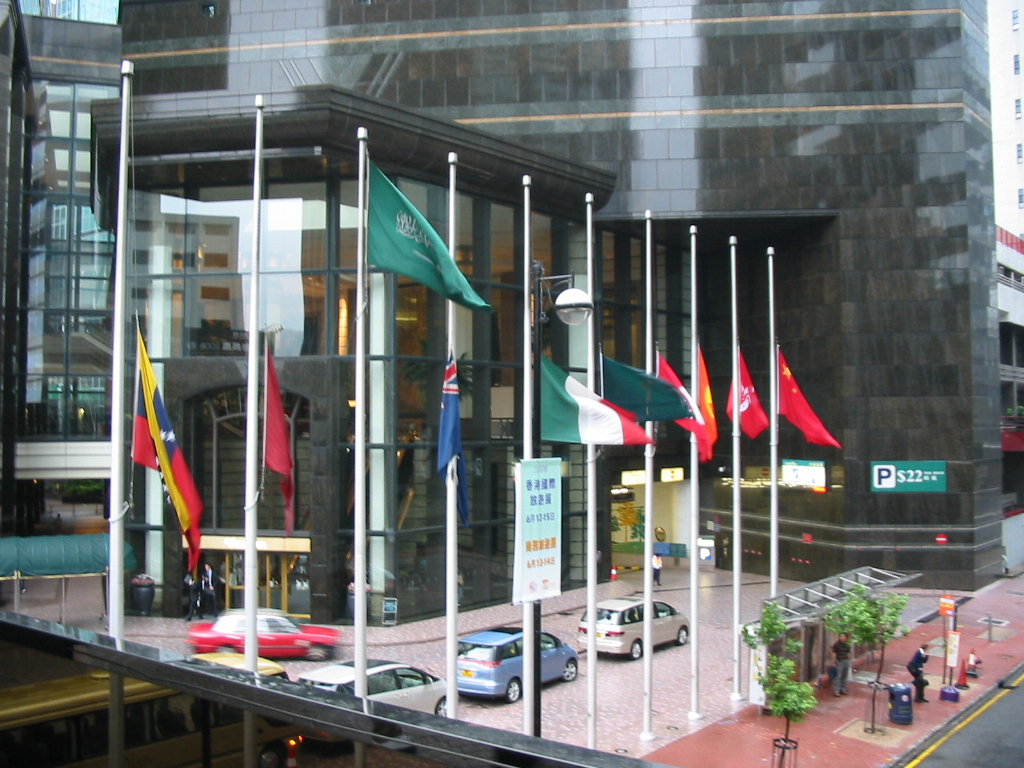
香港、中環（セントラル）で掲げられる各国の半旗（2008年5月19日、なおサウジアラビアの国旗は半旗にしてはいけないことになっている）

5月18日までに、武装警察部隊や人民解放軍など15万人近くが現地に動員された。
温家宝総理は即日被災地入りし、地震対策本部を設置するとともに被災地で陣頭指揮を執っている。また、震災5日目には胡錦濤党総書記も震災地の視察を行った。中国公安部はデマを流したり、扇動を行ったりする者には厳しい対処を行うと通知している。
またネットでは、専門家が今回の大地震を予報したが、中国の地震局がこれを無視したとの発表もされた。
四川省綿竹市にある、地震発生時刻を指して止まった時計塔は、そのままの状態で永久保存されることになった。最も被害のひどかった北川は、町の再建が不可能と判断し住民全員を移住させ、町全体を「地震教育基地」として保存することになると言われている。
5月18日、中国国務院より、19日から21日までの3日間は全国哀悼日と制定 され、中国国内のほか海外の中国大使館などで半旗が掲げられ、この地震による死者に弔意を表した。これは中国の歴史上、初めて自然災害による死者のために、天安門広場で半旗が掲げられたことになる。また、全国の映画館や劇場などの公共娯楽施設の営業が禁止された。
全国哀悼日の初日である5月19日には、地震の発生時刻である14時28分に全国一斉に3分間の黙祷をささげた。電車、船、車などは汽笛を鳴らし、防空警報も鳴らされた。この模様は、中国全土に生中継され、夕方のニュースでも大々的に取り上げられた。この全国哀悼日の期間、各地で政府機関や学校、または市民らの自発的な行動により、募金活動やろうそくを使った追悼集会などが行われ、市民らが「中国加油！ 四川加油！(中国がんばれ！ 四川がんばれ！)」と声援を送る様子が震災特別番組にて繰り返し流された。
2009年3月2日、中国民政部により四川大地震発生日である毎年5月12日を「防灾减灾日(=防災減災日、防災の日)」と制定された。国民の防災意識を高め、防災に関する知識を普及するのが目的。1年目となる2009年には、四川汶川県映秀鎮にて中国共産党総書記である胡錦濤や国務院副総理である李克強らが参加する追悼式典が行われた。また、中国各地でも追悼式典や、防災訓練などが行われた。

### 北京オリンピックへの影響
北京オリンピック組織委員会は中国各地で行われる聖火リレーではリレー開始前に1分間の黙祷を行い、関連イベントも縮小すると発表した。だが地震発生翌日の13日に行われた福建省竜岩市でのリレーではスタート時に黙祷などの犠牲者を悼む行事は全く行われず、ネット上には「われわれ中国人には良心のかけらもないのか」「聖火リレーをやめ、節約したお金を救援活動に回すべきだ」といった批判的な書き込みも多数寄せられた。
地震直後にはリレーの日程自体やコースは変更しないと発表していたが、地震発生から1週間目にあたる5月19日から21日までは追悼のため一時中止した。また、6月中旬に予定されていた四川省内でのリレーは8月の開会式直前に延期、チベットでは3日間の予定を1日に短縮した。

### 義捐金を巡る騒動
義捐金について便乗した詐欺（上述）が発生したほか様々な事件が起きている。
中国のテレビ局中国中央電視台（CCTV）は被災地への支援を国民に呼びかけるキャンペーンを行っている が、このテレビ局が14日に全国放送のニュース番組「新聞聯播」の中で聖火リレー中にランナーらに募金を宣伝する際に募金活動の「やらせ」が発覚し、ネット公開されていた同ニュースの該当箇所が削除されるなどの事件も起きている。CCTVはこれを「編集ミスにより『記念撮影』が『義援金の募金』の場面として放送されたもので、やらせや偽善ではない」として、視聴者と撮影されたランナーに謝罪した。
広東省の中学校では募金活動でも「やらせ」が行われ、その現場をビデオで隠し撮りした生徒が「これは私がこれまでに見た、史上もっとも恥知らずの募金行為だ」と語っている。
中国内のネチズンの一部により、本来善意で行われるはずの義捐金の額が少ないとして外資企業を非難する、といった行為もなされ、義捐金の額が少ない、としてケンタッキー・フライド・チキンの店舗などが襲撃される事件も発生した。また、中国商務部により、義捐金の支払いが遅れている外資企業名を公表し、支払いが催促される ということもあった。
なお、義援金は約767億元（報道時点のレートで約1兆600億円）集まったが、そのうちの約8割が政府の税収となったとの指摘がある。

### メディアの反応
5月19日から21日までの全国哀悼日の間は通常の番組及び、商業広告が禁止され、CCTVや地方局制作の震災特別番組のみが放映され、通常左上に有るテレビ局の表示もモノクロで表示された。以降、「众志成城抗震救灾(=衆志成城抗震救災,気持ちをひとつにして、震災に打ち克とう)」をスローガンに7月24日現在でも、地元四川のテレビ局を中心に、震災関連の番組が放映されている。
5月19日、北京にてこの地震を基にした「震撼世界的七日(世界を震撼させた7日間)」が、CCTV-1(総合チャンネル)のゴールデンタイムに7月16日から全14話で放映される事が発表された。その後、各地方テレビ局でも放映された。
ポータルサイトであるYahoo!中国・香港。Google、新浪網なども、モノクロトーンの画面へとデザインが変更された。また、5月19日の黙祷の期間中Googleのユニークアクセス数（訪問者数）が通常の10分の1になったという。
中国、香港、台湾の新聞各紙も、白黒のみの構成になり、テレビ番組や芸能ニュースなどはまったくなく、この地震関連のニュースで誌面が埋まった
。
5月12日の地震発生時、四川省成都空港に偶然居合わせたテレビ東京のカメラマンが地震で逃げ惑う人々の撮影に成功し、その映像が全世界に配信された。アメリカ三大ネットワークとCNN、イギリスBBC、中東アルジャジーラ、韓国KBS、またロイター通信を通してその他の国に配信された。テレビ東京としては自社のクレジットが入った映像が全世界に配信される初の出来事であった。5月12日当日のテレビ東京ワールドビジネスサテライトは地震の映像をトップニュースで伝え、当日予定されていたニュースラインナップが大幅に変更されることになった。なお、中国中央電視台（CCTV)が四川大地震として公開している映像は地震が発生した5月12日のものではない。中国中央電視台の撮影クルーが被害の大きかった四川省汶川県を取材中に起きた余震を撮影したものである。

## 中国国外の反応

### 各国政府・組織

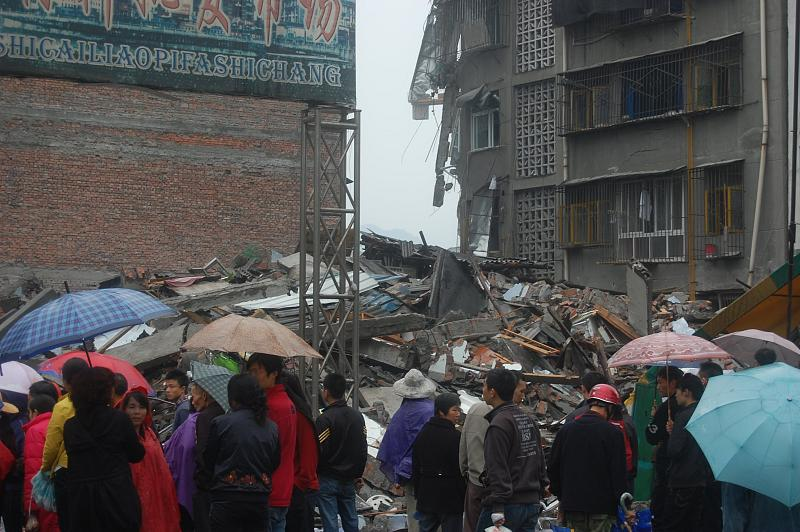
倒壊した建物（都江堰市）

- 国際オリンピック委員会：ジャック・ロゲ会長は、哀悼の意を表明している。胡錦濤国家主席に対しては、「この困難な時期にはオリンピックがあなた達の味方になります。私達はあなた達に配慮を行います」と述べている[61]。また、オリンピック委員会は災害救援として100万ドルの支援を行うことを決定した[62]。
- 国際連合：国際連合人道問題調整事務所のElizabeth Byrsはジュネーブで行われた記者会見で、必要ならば国連災害評価調整チームを中国に派遣する準備ができていると述べた[63]。
- ヨーロッパ連合：EUは中国に対し地震への支援を申し出ており、状況の確認を行っている[64]。
- オーストラリア：スティーブン・スミス外相は哀悼の意を表明するとともに、行方不明者の捜索と救助の専門家の派遣を申し出た[65]。
- カナダ：マキシム・ベルニエ外相は、「私達は数千人が犠牲となり、数百人の子供が倒壊した学校の中に閉じ込められていることに深い悲しみを覚える」と述べた[66]。
- フランス：ニコラ・サルコジ大統領は胡錦濤国家主席に宛てた書簡の中で「私は強く心を痛めており、困難な時期にある中国の人々にフランスの支援を行いたい」と述べた[66]。
- ドイツ：アンゲラ・メルケル首相は哀悼の意を表明するとともに、速やかな支援を行う用意があると述べた[67]。
- イラン：イラン外務省のスポークスマンであるムハンマド・アリ・ホセイニは「イラン政府と同様に悼みの意を表明するとともに中国政府と犠牲者の家族への見舞いを述べ、負傷者の一日も早い回復を祈る」と語った[68]。
- 日本：福田康夫首相は胡錦濤国家主席と温家宝国務院総理に対して見舞いのメッセージを伝えるとともに[69]、5億円分の支援を行うことを決定した。また、東京消防庁の消防救助機動部隊（ハイパーレスキュー）を含めた国際消防救助隊などで編成される国際緊急援助隊救助チーム[62]、医師や看護士で編成される国際緊急援助隊医療チームなども派遣された。
- ケニア：ムワイ・キバキ大統領は災害を悲しんでいると述べた。「政府とケニア国民を代表して、地震によって悲惨な人命の損失を受けた中国の人々に対し、哀悼と励ましのメッセージを送付した」と述べた[66]。
- マレーシア：マレーシア外務省は南西部で発生した破壊的な地震で亡くなった人々に対し深い悲しみを表明した。5月15日現在で、地震の揺れを感じた地域では死傷者は出ていないと発表している[70]。
- ニュージーランド：マイケル・カレン副首相は中国に対してニュージーランドとして同情と哀悼の意を伝え、要請があれば適切な手段で支援を行う用意ができていると述べた[71]。
- 朝鮮民主主義人民共和国：金正日総書記は中国共産党と中国政府に深い同情の意を表明し、中国の犠牲者の家族に哀悼の意を伝えた。また、10万ドル（約1000万円）の支援をした[72]。また、北京時間5月19日午後2時28分、中国と同時に震災犠牲者に捧げる哀悼のクラクションやサイレンを鳴らした[73]。
- パキスタン：パルヴェーズ・ムシャラフ大統領は中国に対して哀悼の意を伝え、偉大な中国の人々を支え、パキスタンの全面的な支援と連帯を保証すると述べ[74]、5月25日には同国の軍用テントの全備蓄量にあたる2万2260張りのテントを寄付した[73]。
- フィリピン：グロリア・アロヨ大統領は地震の被害を受けた中国に医療チームの展開を指示した[75]。
- ロシア：ドミートリー・メドヴェージェフ大統領は慰めのメッセージを送付し、ロシアは必要であれば支援を行う用意があると述べた[76]。
- シンガポール：リー・シェンロン首相は救援チームと被害の回復を支援する人々を派遣する指示を行った[77]。
- 大韓民国：李明博大統領は胡錦濤国家主席に対し、哀悼の電報を出した[62]。また、100万ドルの支援を行うと発表した[78]。
- イギリス：デイヴィッド・ミリバンド外相はイギリスからの支援を申し出るとともに、中国への哀悼の意を表明した[79]。
- アメリカ合衆国：ジョージ・W・ブッシュ大統領（当時）は中国に哀悼の意を表し、「アメリカ国民の思いと祈りは中国の人々と直接ともにある。アメリカ合衆国はできる限り支援を行う用意がある」と述べた[80]。ホワイトハウス報道官のダナ・ペリノは中国がいまだ支援を求めていないことについて、「私達が国としてできることは支援と祈りを奉げることです」と述べた[80]。5月13日にはブッシュ大統領が胡錦濤国家主席と電話で地震等の議題について会談を行った[81]。
- サウジアラビア：震災発生直後、すぐに5000万ドル（約53億3000万円）の義捐金、1000万ドル（約10億7000万円）相当の支援物資を申し出た[73]。
- モザンビーク： 国民1人当たりのGNPが80ドル（約8500円）にも満たない貧困国にもかかわらず、4万元（約60万円）の支援を行った[73]。
- ペルー：中国政府が5月19〜21日に実施した「全国哀悼デー」に合わせて、全国追悼を行った[73]。
- トンガ：同様に、全国追悼を行った[73]。
- バングラデシュ：同様に、全国追悼を行った[73]。
- コモロ：同様に、全国追悼を行った[73]。
- カーボベルデ ：同様に、全国追悼を行った[73]。

### 自衛隊派遣
日本政府が追加支援物資を送る際に中国側より「航空自衛隊機による輸送でも構わない」との連絡があり、政府も前向きに検討した。しかし中国国内で「援助には感謝するが、日本軍（自衛隊）の飛行機が入るのは困る」などといった否定的世論や、「地震よりひどいニュース」 といった批判などが中国国内に表れ始めたため、自衛隊機による輸送は見送られ民間チャーター便で支援物資が輸送された。

### 台湾企業
中台関係を改善しようとする馬英九では台湾の大陸に対する人道支援で親交が深まった。芸能界では、日本でも人気がある男性歌手、周杰倫と、女性歌手の蔡依林など台湾を代表する歌手らが名を連ねた。独立志向の陳水扁も人道支援に踏み切った。台湾からの義援金はずば抜けて多かった。国務院台湾事務弁公室の陳雲林は「台湾各界は同胞の骨肉の情から義援金や物資を寄せ、国民党は直ちに共産党中央に見舞いを送った。被災地を代表して心から感謝する」と表明。「呉伯雄の大陸訪問は台湾海峡両岸関係の平和的発展を促す」と述べた。

### 芸能人・有名人
歌手のalanがチャリティーソングの「幸せの鐘」を配信し、売上409万円を全額赤十字に寄付した。

#### シャロン・ストーンの発言
2008年5月25日、アメリカ人女優のシャロン・ストーンは、第61回カンヌ国際映画祭において香港のテレビ局の取材に対し次のように発言した。
| 「 | 中国のチベット人に対する態度、他者に対し思いやりを持てない中国の対応に憂慮しています。地震が起きたとき、これはカルマかもしれない、って思いました。なにかよくないことをしたとき、悪いことが起きたっていうことあるでしょ?私は、チベット政府から、四川大地震の犠牲者に支援を求める手紙をもらったの。彼らは中国の助けになりたいって思っているの。涙が止まらなかった。たとえ誰かが不親切であったとしても、人のために尽くさなければならないこと、常に謙虚に学ばなければならないことを教えられました。 | 」 |

この発言により、香港及び中国国内で非難が噴出し、台湾人女優の伊能静は「中国人は彼女に抗議しなければならない」、香港人の俳優のサモ・ハン・キンポーは「Sストーンにビンタくらわせたい！」などと激怒し、チャン・ツィイーやマギー・チャンら中華圏を代表する女優も非難した。インターネット上ではストーンの出演映画や中国向けの広告塔を務めているクリスチャン・ディオールの不買運動呼びかけの書き込みがなされた。ストーンは29日に謝罪声明を出したが、ディオールは中国向けの広告中止を決定した。
ストーンは出演映画や広告のイメージキャラクターを降板し、損失額が5600万ドル(約59億円)となった。さらに香港の人気美少女モデルのジャニス・マンは「“報い”かどうかではなく、天災は誰もが避けられないもの。キリストが与えた懲罰と思う」と発言している。

### 一般市民
地震発生直後から各国で、支援団体による義捐金募集や、民間団体の街頭募金などが行われている。

## 日本の国際緊急援助隊の派遣
福田首相は12日、四川省の大地震を受けてお見舞いのメッセージを送った。その中で日本政府としてできるだけの支援を行う用意があることも表明した。しかし13日夜、中国政府は「要員の派遣は当面必要ない」と正式に連絡してきた。また日本の民間団体も支援に乗り出そうとしたものの、中国の駐大阪総領事館に「外国からの支援は受け付けていない」とはねつけられる一幕もあった。その後、生存率が極端に低下する地震発生から72時間経過後の15日、日本政府が派遣する救援チームを受け入れることを中国は発表した。ここではこの国際緊急援助チームの活動について記載する。
- 国際緊急援助隊の救助チーム第1陣30人が16日、中国四川省青川県の被災地で救助活動を始めた[94]。
  - 5月18日 - 日本の緊急援助隊は中国人民解放軍に煙たがられているとの報道[95]。
  - 北川の中学校と市街地で14遺体収容[96]。
  - 5月19日 - 発生から1週間が経ち生存者救出の可能性も低くなった事から、救助チームの引き上げ検討を開始[97]。
  - 5月20日 - 国際緊急援助隊の医療チームが四川省入り[98]。
  - 5月21日 - 救助チームが帰国[99]。
  - 5月22日 - 医療チーム、成都市の四川大学華西病院で活動開始[100]。
  - 6月2日 - 医療チームが日本に帰国[101]。

これらの活動に対し、日本大使館に市民からの感謝の意思が多く寄せられたり、新聞やウェブサイトには日本の援助隊を高く評価する記事が掲載されるなどして、中国国内での世論も反日ムードが一転して、比較的に好印象なイメージをあたえたと報道されているが、中国ネット内BBSの「最も忘れてはならない9か国」には挙げられなかった。
7月8日、北海道で行われている洞爺湖サミット拡大会合を参加するために来日した胡錦濤主席は、救援隊の代表に会い「中国国民を代表して、日本政府と日本国民に心から感謝します。また、中国国民は永久にこの事を心に刻み続けるでしょう」とスピーチした。
約11年後の2019年に公開された中国映画「流転の地球」では、地球を滅亡から救おうとする中国救助隊に各国の救助隊が加勢するシーンで、四川大地震の際に日本を筆頭に各国の救助隊が現地入りしたのと同じ順序で駆けつける様子が描かれた。